# AS Cittadella
Associazione Sportiva Cittadella je italský fotbalový klub hrající v sezóně 2024/25 ve 2. italské fotbalové lize sídlící ve městě Cittadella v regionu Benátsko.
Klub byl založen 21. června 1973 jako Associazione Sportiva Cittadella díky sloučením dvou klubů Unione Sportiva Cittadellese (založeno roku 1920) a l'Olimpia Cittadella (založeno roku 1948). Spojení klubů požadoval prezident klubu Olimpia Angelo Gabrielli. Oba kluby měli velké finanční dluhy a jediná možnost přežití bylo sloučení. Začali hrát regionální soutěž.
První velký úspěch byl v sezoně 1999/00 když klub vyhrál třetí ligu a postoupil poprvé v historii klubu do druhé ligy. V sezoně 2017/18 hrál klub finále play off s klubem Hellas Verona FC. První zápas vyhrál 2:0 ale druhý zápas prohrál 0:3 a tak do nejvyšší soutěže postoupil soupeř.
Nejvyšší soutěž klub nikdy nehrál. Největším úspěchem je hraní ve druhé lize kterou hrál celkem 17 sezon. Nejlepší umístění je 5. místo ze sezony 2019/20 a hraní ve finále play off (2018/19, 2020/21).

## Změny názvu klubu
- 1973/74 – 1999/00 – AS Cittadella (Associazione Sportiva Cittadella)
- 1999/00 – 2003/04 – AS Cittadella Padova (Associazione Sportiva Cittadella Padova)
- 2004/05 – AS Cittadella (Associazione Sportiva Cittadella)

## Získané trofeje

### Vyhrané domácí soutěže
- 3. italská liga (1×)

2015/16

## Účast v ligách
| Úroveň soutěže | Název soutěže (nynější název) | První hraná sezona | Poslední hraná sezona | celkem odehraných sezon |
| -------------- | ----------------------------- | ------------------ | --------------------- | ----------------------- |
| 2              | Serie B                       | 2000/01            | 2024/25               | 18                      |
| 3              | Serie C                       | 1998/99            | 2015/16               | 9                       |
| 4              | Serie D                       | 1989/90            | 1997/98               | 7                       |
| 5              | Eccellenza                    | 1981/82            | 1992/93               | 10                      |

## Fotbalisté

### Historické statistiky
| Počet utkání | Počet utkání       | Počet utkání |  | Počet branek | Počet branek        | Počet branek |
| Pořadí       | Jméno              | Počet        |  | Pořadí       | Jméno               | Počet        |
| 1.           | Manuel Lori        | 339          |  | 1.           | Claudio Coralli     | 58           |
| 2.           | Joachim De Gasperi | 299          |  | 2.           | Enrico Sambo        | 49           |
| 3.           | Alberto Marchesan  | 285          |  | 3.           | Manuel Iori         | 49           |
| 4.           | Davide Carteri     | 260          |  | 4.           | Riccardo Meggiorini | 44           |
| 5.           | Roberto Musso      | 235          |  | 5.           | Alessandro Sgrigna  | 39           |

### Rekordní přestupy
| Nákup  | Nákup               | Nákup     | Nákup       | Nákup         |  | Prodej | Prodej              | Prodej    | Prodej    | Prodej         |
| Pořadí | Jméno               | sezona    | klub        | částka        |  | Pořadí | Jméno               | sezona    | klub      | částka         |
| 1.     | Alfredo Donnarumma  | 2013/2014 | Catania     | 0,6 mil. Euro |  | 1.     | Christian Kouamé    | 2018/2019 | Janov     | 6,35 mil. Euro |
| 2.     | Christian D'Ursa    | 2019/2020 | Řím         | 0,5 mil. Euro |  | 2.     | Matteo Ardemagni    | 2010/2011 | Atalanta  | 3,8 mil. Euro  |
| 3.     | Alessio Vita        | 2019/2020 | Feralpisalò | 0,5 mil. Euro |  | 3.     | Federico Piovaccari | 2011/2012 | Sampdoria | 3,5 mil. Euro  |
| 4.     | Federico Piovaccari | 2010/2011 | Ravenna     | 0,5 mil. Euro |  | 4.     | Marco Varnier       | 2018/2019 | Atalanta  | 3 mil. Euro    |
| 5.     | Michael De Marchi   | 2019/2020 | Imolese     | 0,4 mil. Euro |  | 5.     | Riccardo Meggiorini | 2008/2009 | Inter     | 2,5 mil. Euro  |

### Na velkých turnajích

#### Účastník Mistrovství Evropy
- Elhan Kastrati (ME 2024)